# 杨家河镇
杨家河镇，是中华人民共和国陕西省汉中市镇巴县下辖的一个乡镇级行政单位。2019年被评为中国文化百强镇。

## 行政区划
杨家河镇下辖以下地区：
杨家河村、口泉河村、三湾村、贺家山村、王家河村和构园村。